# الدين في تشيلي
المسيحية هي الديانة الأكثر انتشارًا في تشيلي، وتُعد الكاثوليكية أكبر طوائفها. ومع ذلك، فإن البلاد علمانية، حيث تضمن الدستور حرية الدين.  
تاريخيًا، اتبعت الشعوب الأصلية في تشيلي مجموعة متنوعة من الديانات قبل الغزو الإسباني في القرن السادس عشر. وخلال الحكم الإسباني والقرن الأول من استقلال تشيلي، كانت الكنيسة الكاثوليكية واحدة من أقوى المؤسسات في البلاد. ومع ذلك، في أواخر القرن التاسع عشر، بدأت السياسات الليبرالية (المعروفة باسم Leyes laicas أو "القوانين العلمانية") في تقليل نفوذ رجال الدين، كما أدت المصادقة على دستور جديد عام 1925 إلى إقرار الفصل بين الكنيسة والدولة.  
كشف استطلاع AmericasBarometer لعام 2023 أن ما يقرب من 40% من سكان تشيلي غير منتسبين لأي دين، مما يجعل تشيلي ثاني أقل البلدان تدينًا في أمريكا اللاتينية بعد الأوروغواي.

## الديموغرافيا

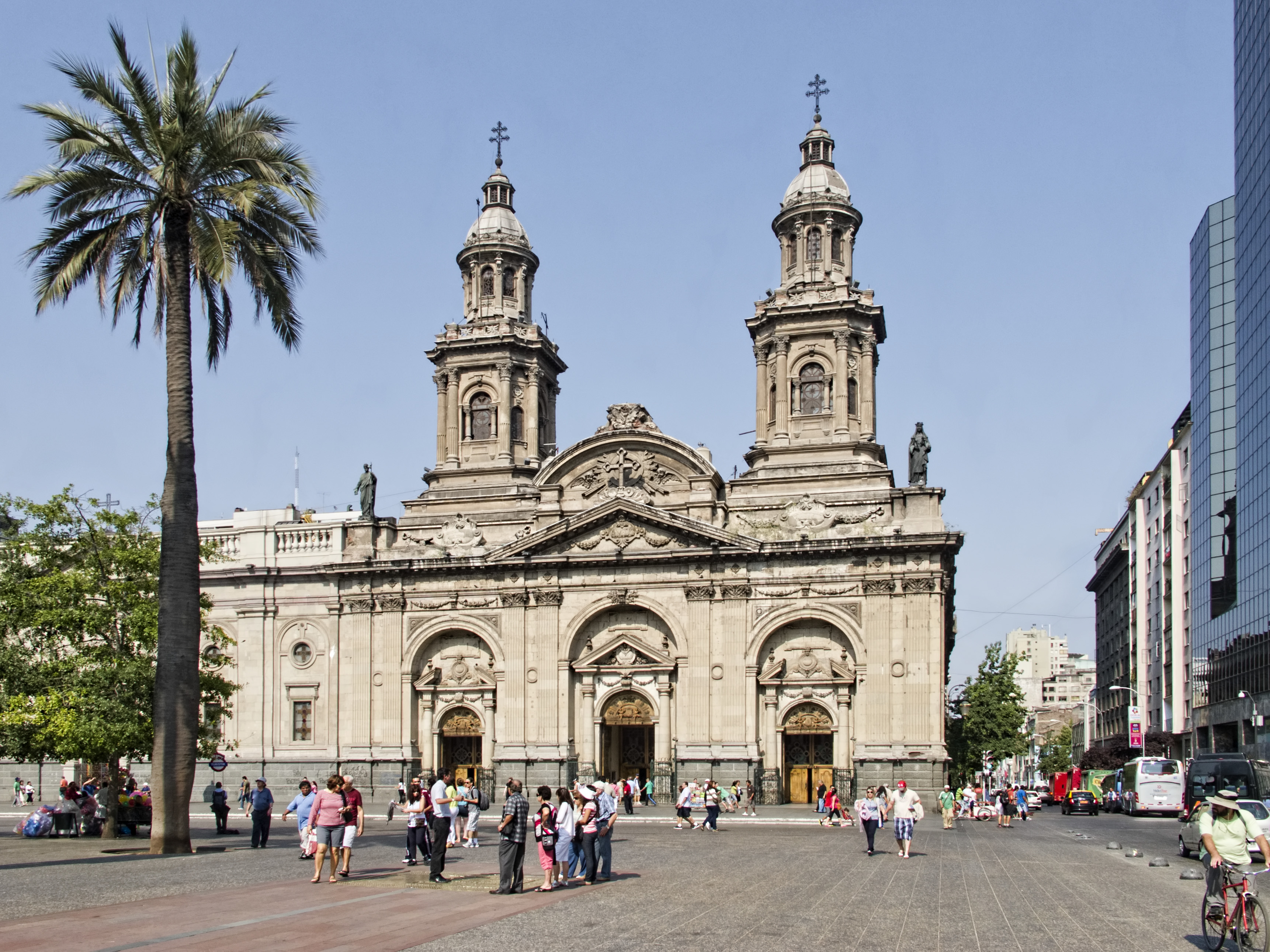
كاتدرائية سانتياغو متروبوليتان

في التعداد السكاني الأخير في تشيلي عام 2002، شكل السكان الأصليون نسبة 5% (780,000) من السكان. 65% من السكان الأصليين يعرفون أنفسهم على أنهم كاثوليك، و29% على أنهم إنجيليون، و6% على أنهم "غير ذلك".
في عام 2022، كانت الانتماءات الدينية للمواطنين في تشيلي كما يلي: 88% مسيحية (معظمها كاثوليكية)، 0.15% بهائيين، 0.1% يهودية، 0.1% مسلمة و10% غير متدينين.
ينتشر أفراد أكبر المجموعات الدينية (الكاثوليكية، الخمسينية، والكنائس الإنجيلية الأخرى) في مناطق عديدة في العاصمة ويتواجدون أيضًا في مناطق أخرى من البلاد. تقع المجتمعات اليهودية في مدن سانتياغو، وفالبارايسو، وفينيا ديل مار، وفالديفيا، وتيموكو، وكونسيبسيون، ولا سيرينا، وإيكويكو (على الرغم من عدم وجود كنيس يهودي في إكيكي). أما المساجد فتوجد في مدن سانتياغو وإيكويكو وكوكيمبو.
ولا تزال مجتمعات المابوتشي والتي تمثل غالبية المواطنين الأصليين بنسبة 87% تحترم زعمائها الدينيين التقليديين المعروفين باسم لونجكوس وماتشيس. تشير الأدلة المتناقلة إلى وجود درجة ملحوظة من التوفيق بين المعتقدات في عاداتهم العلاجية الروحية والتقليدية.

## الإطار القانوني والسياسي
ينص الدستور على حرية الدين. أقر المؤتمر الدستوري في 28 يونيو 2022 مشروع دستور تضمن أربع فقرات تحدد حرية الدين كحق أساسي.
الكنيسة والدولة منفصلتان رسميًا. يحظر قانون الدين لعام 1999 التمييز الديني. ومع ذلك، تتمتع الكنيسة الكاثوليكية بوضع متميز وتتلقى أحيانًا معاملة تفضيلية. في عام 2006، كان المسؤولون الحكوميون يحضرون المناسبات الكاثوليكية بالإضافة إلى الاحتفالات البروتستانتية واليهودية الكبرى.
تحتفل الحكومة بعيد الميلاد، والجمعة العظيمة، وعيد سيدة جبل الكرمل، وعيد القديسين بطرس وبولس ، وعيد انتقال السيدة العذراء، وعيد جميع القديسين، وعيد الحبل بلا دنس كأعياد وطنية.
يسمح القانون لأي منظمة دينية بالتقدم بطلب للاعتراف القانوني بها ككيان ديني شامل غير ربحي. وزارة العدل ملزمة بقبول طلبات التسجيل، على الرغم من احتفاظها بالحق في تقديم الاعتراضات خلال فترة 90 يوما إذا رأت أن جميع المتطلبات القانونية للتسجيل لم يتم استيفائها. وبعد ذلك، يُمنح مقدم الالتماس مهلة مدتها 60 يومًا لمعالجة اعتراضات الوزارة أو الطعن في الأمر أمام المحكمة. بمجرد تسجيل الكيان الديني بنجاح، يصبح محميًا من الحل بموجب مرسوم حكومي. وفي حين يستطيع مجلس الدفاع عن الدولة الذي يتمتع بشبه حكم ذاتي أن يشرع في إجراء مراجعة قضائية، فمن الجدير بالذكر أنه لم يتم إلغاء تسجيل أي منظمة مسجلة بموجب قانون عام 1999.
بالإضافة إلى ذلك، يسمح القانون للكيانات الدينية باعتماد ميثاق ولوائح داخلية تناسب منظمة دينية بدلاً من شركة خاصة. ويجوز لهم إنشاء شركات تابعة (المدارس والأندية والمنظمات الرياضية) دون تسجيلها كشركات منفصلة.
وفي عام 2006، تم تسجيل ما مجموعة 516 منظمة دينية بموجب قانون عام 1999، وحصلت على وضع الحق العام القانوني، مما رفع العدد التراكمي للمجموعات الدينية المسجلة إلى 1659 مجموعة. المدارس الممولة من القطاع العام مكلفة بتوفير التعليم الديني مرتين في الأسبوع طوال المرحلة الثانوية، على الرغم من أن المشاركة اختيارية ويمكن التنازل عنها بموافقة الوالدين. والجدير بالذكر أن التعليم الديني في المدارس العامة يتمحور في الغالب حول الكاثوليكية. في حين أن تدريس العقيدة التي يطلبها الآباء أمر إلزامي، إلا أن التنفيذ قد يكون غير متسق، وغالبًا ما يتم تقديم التعليم في ديانات أخرى غير الكاثوليكية بشكل خاص من خلال مدارس الأحد وأماكن أخرى. يتم اتخاذ القرارات المتعلقة بتخصيص الأموال للتعليم الديني على مستوى إدارة المدرسة المحلية. على الرغم من موافقة وزارة التعليم على المناهج الدراسية لـ 14 طائفة أخرى، فإن الغالبية العظمى من المدارس العامة (92 بالمائة) والمدارس الخاصة (81 بالمائة) تقدم في المقام الأول التعليم الكاثوليكي. لدى الآباء أيضًا خيار تعليم أطفالهم في المنزل أو تسجيلهم في المدارس الخاصة لأسباب دينية.

## الهندوسية
هاجر عدد قليل من الهنود إلى تشيلي في عشرينيات القرن الماضي. أما الآخرون فقد هاجروا إلى هناك منذ نحو 30 عاماً، ليس فقط من الهند بل أيضاً من ترينيداد وتوباغو، وغويانا، وسورينام، وهونغ كونغ، وإندونيسيا، ونيجيريا، وبنما، والفلبين، وسنغافورة. تضم الطائفة الهندوسية في تشيلي أكثر من 1400 شخص. ومن بين هؤلاء، يعيش 400 شخص (90 عائلة) في العاصمة سانتياغو. معظم الهندوس في تشيلي هم من السند. يوجد معبد هندوسي في بونتا أريناس يقدم الخدمات باللغتين السندية والإسبانية.

## الإسلام
تقدر الإحصائيات في تشيلي أن إجمالي عدد السكان المسلمين يبلغ 3196، وهو ما يمثل 0.02 بالمائة من السكان.
يتمتع الإسلام بتاريخ طويل في تشيلي. وفقًا لسجلات تاريخ تشيلي لأوريليو دياز ميزا، أثناء الحملة الاستكشافية التي قادها المستكشف دييغو دي ألماجرو، كان هناك رجل مورسكي يُدعى بيدرو دي جاسكو (مورسكي من الأندلس بإسبانيا) أُجبر على اعتناق الكاثوليكية الرومانية والتحول من الإسلام. تأسست أول مؤسسة إسلامية في تشيلي والمعروفة باسم جمعية الاتحاد الإسلامي (Sociedad Unión Musulmana) في 25 سبتمبر 1926 في سانتياغو. وفي العام التالي تأسست جمعية التعاون والجمعيات الخيرية الإسلامية في 16 أكتوبر 1927. وتشير المعلومات الواردة من مصادر داخل المجتمع الإسلامي إلى أنه في الوقت الحاضر هناك ما يقرب من 3000 مسلم في تشيلي، بما في ذلك العديد من التشيليين الأصليين الذين غيروا أسمائهم نتيجة اعتناقهم للإسلام. تضم تشيلي اليوم 13 مسجدًا ومركزًا إسلاميًا.